# Южный цимшианский язык
Южный цимшианский язык, или просто цимшианский (Chimmezyan, Maritime Tsimshianic, Sm’algyax, Tsimshean, Tsimpshean, Tsimshian, Zimshian) — цимшианский язык, на котором говорят народы гитгаата и китасу, которые проживают на северном побережье штата Британская Колумбия, на южном конце на побережье в Клемту в Канаде, а также на вершине узкого выступа территории между двумя другими территориями штата Аляска, на острове Аннетте, в городах Кетчикан и Метлакатла штата Аляска в США. В настоящее время большинство народа говорит на английском языке.
Алфавит на латинской основе: a aa a̱ b ch d dz e ee g gw gy g̱ h i ii k k' kw kw' ky ky' ḵ ḵ' l 'l ł m 'm n 'n o oo p p' s t t' ts ts' u uu ü üü w 'w ẅ 'ẅ x xw xy y 'y '.